# Каменка (река, впадает в Лахтинский Разлив)
Ка́менка — река в Санкт-Петербурге. Вытекает из Большого Суздальского озера в Шувалове, впадает в Лахтинский Разлив.

## История
Река Каменка имела аналогичное ижорско-финское название Кивийоки (Kivijoki), которое, видимо, и было переведено новгородскими поселенцами.
Название впервые упоминается в Переписной окладной книге Водской пятины под 1500 годом. На шведских картах встречаются названия Ка́блас-йо́ки (возможно ошибочно) и Киоанаки, в XVIII веке также встречается на русских картах название Коёнка.
Ранее река предположительно была притоком Лахты. Через каналы Юнтоловского заказника имеет связь с рекой Юнтоловка. Ранее также соединялась с Чёрной речкой и озером Долгим.

## Географические сведения
Длина реки 12 км, ширина 2—3 м, в низовьях до 50—60 м, глубины до 0,2—2 м, скорость течения — 0,2 м/с. Средний сброс 0,3—0,6 м³/с воды. Площадь водосбора составляет 134 км². На протяжении 3 км от истока русло реки представляет собой канаву с заболоченной поймой, идущую по северной границе Новоорловского заказника. В 7,9 км от устья река Каменка перегорожена железобетонной плотиной с водосливом, перепад составляет около 2 м. Плотина создаёт подпор, образуя искусственное водохранилище — Шуваловский карьер длиной 1,34 км. Площадь водохранилища составляет 326 тыс. м², средняя ширина — 0,25 км, средняя глубина — 1,81 м. Питание реки происходит в основном за счёт поверхностного стока, с преобладанием в нём доли снегового. На реке есть пять автомобильных мостов (в створе Староорловской, Новоорловской и Заповедной улиц, ещё два моста ниже по течению от Шуваловского карьера), а также деревянный железнодорожный мост севернее станции Шувалово и узкоколейный железнодорожный мост Детской железной дороги к западу от станции Шувалово.

## Экология
- В водоохранной зоне реки размещен ФТИ им. Иоффе.
- Вода реки используется для промышленных нужд и как водоприёмник сточных вод.
- По санитарно-гигиенической классификации степень загрязнения реки умеренная (индекс загрязнения 1-2).